# Tichy Lajos
Tichy Lajos (Budapest, 1935. március 21. – Budapest, 1999. január 6.) magyar labdarúgó, edző. Legendás magyar középcsatár, a szurkolóktól a nemzet bombázója becenevet kapta. Második felesége Lehoczky Zsuzsa Kossuth-díjas színésznő volt. 1992-től Kispest díszpolgára. Életében 1307 mérkőzésen lépett pályára, és 1917 gólt szerzett, mérkőzésenkénti gólátlaga 1,47 volt.

## Családja
Édesanyja Tichy Margit volt, aki leányanyaként szülte, mert az apja nem vállalta, sőt elvetetni akarta a gyermeket, ezért az édesanyja nevét viselte, és az anyja nevelte fel. Első felesége fotóriporter volt. Válása után 1966-ban feleségül vette Lehoczky Zsuzsa színésznőt, akitől született a lánya, Tichy Krisztina, de ez a házassága is felbomlott. Harmadszorra Fischer Máriát vette el, aki túlélte őt.

## Pályafutása

### Bp. Honvéd

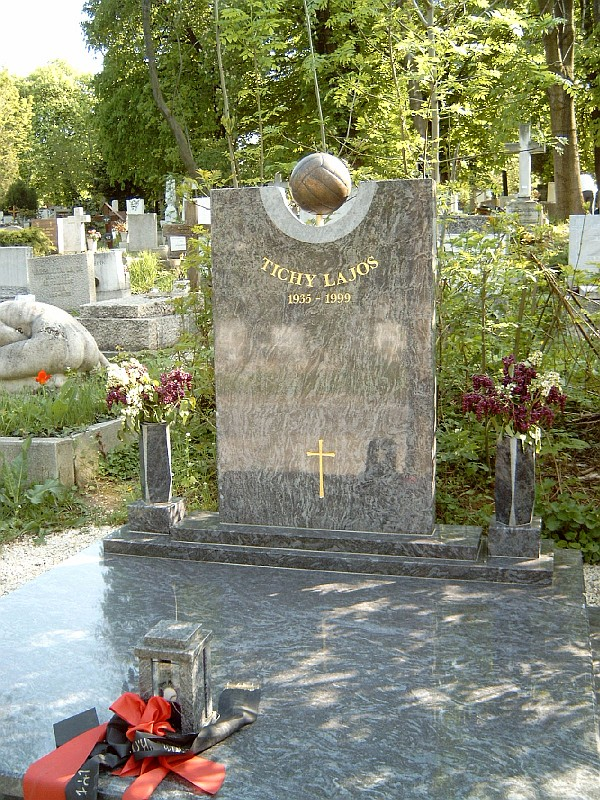
Tichy Lajos sírja Budapesten. (Farkasréti temető: 19/1-1-61/62.)

Játékos-pályafutását 1947-ben a MÉMOSZ SE-ben kezdte, majd a Bp. Lokomotívban játszott.
Az Aranycsapat gerincét adó Honvéd 1953-ban igazolta le. Első NB1-es mérkőzését 1953. március 7-én Salgótarjánban játszotta. Az 58. percben állt be, mikor Czibor góljával vezetést szereztek, majd a 81. percben élete első élvonalbeli mérkőzésén gólt szerzett. 1954-ben és 1955-ben bajnokok lettek. 1956 után a csapat széthullásával egy MNK és KK győzelem volt a két legnagyobb sikere a csapattal. Nagyon gólerős csatár volt. 320 bajnoki mérkőzésen 247 gólt szerzett és ötször volt a bajnokság gólkirálya. 1966. őszén Győrben súlyos sérülést szenvedett Keglovich László – sokak szerint nem véletlen – brutális belépője nyomán. Ezután már nem nyerte vissza régi formáját.
1971. június 20-án játszott utoljára a Bp. Honvéd színeiben. Kispesten 15 ezer néző előtt a Vasas volt a Honvéd ellenfele. Negyedórával a hivatalos kezdés előtt felsorakozott a két csapat a főlelátó előtt és ünnepélyesen elbúcsúztatta a 36 éves csatárt. A Bp. Honvéd elnöke, Sárdy Tibor köszöntötte a labdarúgót. A Honvéd kezdő tizenegye a következő volt:
Bicskei – Kelemen, Ruzsinszky, Szűcs L., Molnár – Pál, Kocsis L., Pintér – Pusztai, Tichy, Kozma.
A középcsatár a hagyományoknak megfelelően góllal kedveskedett a szurkolóknak. A 45. percben Tichy-Pintér-Tichy volt a labda útja, s a búcsúzó csatár 13 méterről ballal kapásból óriási bombát zúdított a jobb sarokba. A mérkőzés végül 1-1-es döntetlennel zárult.

### A válogatottban
Tichy 1955-ben Oslóban került először a magyar válogatottba, ahol első válogatott meccsének 74. percében 18 méterről betalált a kapuba. Válogatottunk ezen a meccsen 5:0-ra verte a házigazda norvégokat.
A nemzeti válogatottban összesen 72 alkalommal lépett pályára. Részt vett három világbajnokságon. 1958-ban és 1962-ben pályára is lépett. Az 1962-es chilei vb-n csapatunk egyik vezéregyénisége volt, 3 gólt szerzett. Különösen emlékezetes volt az angolok ellen 2:1-re nyert mérkőzésen lőtt gólja: 19-20 méterről bombázott a léc alá Springett kapujába. A végül ezüst érmes cseh csapatból Jiri Tichy-vel csak névrokonok, a cseh szó jelentése "lassú, csendes", a negyeddöntőben kapott ki tőlük a magyar csapat. 1966-ban csak kerettag volt. 1964-ben az Európa-bajnoki bronzérmet szerzett csapat tagja.

### Edzőként
1971-től a kispesti ifjúsági és tartalékcsapat edzője volt, majd 1976-tól 1982-ig az első csapat vezetőedzője.
1980-ban 25 év szünet után sikerült bajnokságot nyernie a Honvéddal. 1980. június 7-én a kispesti stadionban tízezer néző várta a Honvéd Volán elleni mérkőzését. A
Menyhárt – Paróczai, Kocsis I., Lukács, Varga – Dajka (Gyimesi), Nagy A., Garaba – Bodonyi, Esterházy, (Weimper), Kozma
összetételű csapat 5-2-es győzelmet aratott.
Az ezt megelőző, 1955-ös sikernek még ő is tagja volt fiatal játékosként. Edzőként számos később sikeres labdarúgót indított el: Dajka László, Garaba Imre.
1982-től 1984-ig az al-Shabab nevű arab csapat edzője, majd hazajövetele után 1985 és 1989 között a Bp. Honvéd utánpótlás szakágvezetője. 1989-től haláláig a kispestiek szaktanácsadója.

## Sikerei, díjai

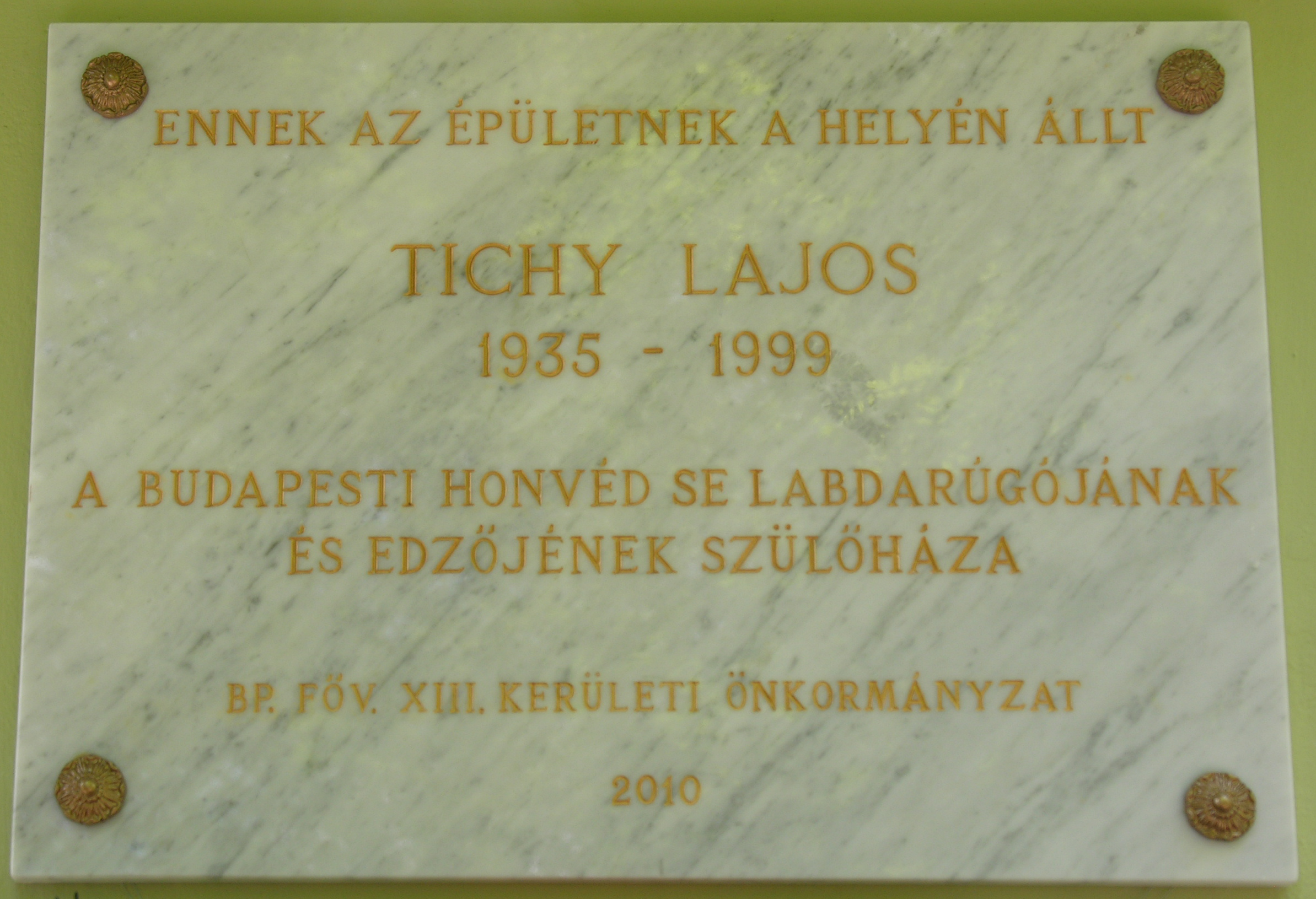
Emléktáblája szülőházán

### Játékosként
- Ifjúsági UEFA-torna
  - győztes: 1953
- Világbajnokság
  - 5.: 1962, Chile
  - 6.: 1966, Anglia (nem lépett pályára)
  - 10.: 1958, Svédország
- Európa-bajnokság
  - 3.: 1964, Spanyolország
- Magyar bajnokság
  - bajnok: 1954, 1955
  - gólkirály 5 alkalommal
    - 1958–1959: 15 gól, holtversenyben
    - 1960–1961: 21 gól, holtversenyben
    - 1961–1962: 29 gól
    - 1963-ősz: 13 gól
    - 1964: 28 gól
- Magyar kupa (MNK)
  - győztes: 1964
- Közép-európai kupa (KK)
  - győztes: 1959

### Edzőként
- Magyar bajnokság
  - bajnok: 1979–80

### Egyéni
- Kispest díszpolgára (1992)

## Statisztika

### Mérkőzései a válogatottban
| Magyarország | Magyarország         | Magyarország                        | Magyarország  | Magyarország | Magyarország  | Magyarország   | Magyarország | Magyarország       |
| #            | Dátum                | Helyszín                            | Hazai         | Eredmény     | Vendég        | Kiírás         | Gólok        | Esemény            |
| ------------ | -------------------- | ----------------------------------- | ------------- | ------------ | ------------- | -------------- | ------------ | ------------------ |
| 1.           | 1955. május 8.       | Oslo, Ullevaal Stadion              | Norvégia      | 0 – 5        | Magyarország  | barátságos     | 1            | 63' 74'            |
| 2.           | 1955. május 19.      | Helsinki, Olimpiai Stadion          | Finnország    | 1 – 9        | Magyarország  | barátságos     | 2            | 46' 64' 67'        |
| 3.           | 1955. szeptember 17. | Lausanne, Olimpiai Stadion          | Svájc         | 4 – 5        | Magyarország  | Európa-kupa    | -            | 74'                |
| 4.           | 1955. szeptember 25. | Budapest, Népstadion                | Magyarország  | 1 – 1        | Szovjetunió   | barátságos     | -            | 46'                |
| 5.           | 1955. október 2.     | Prága, Strahov-stadion              | Csehszlovákia | 1 – 3        | Magyarország  | Európa-kupa    | 1            | 84'                |
| 6.           | 1955. október 16.    | Budapest, Népstadion                | Magyarország  | 6 – 1        | Ausztria      | Európa-kupa    | 1            | 5'                 |
| 7.           | 1955. november 13.   | Budapest, Népstadion                | Magyarország  | 4 – 2        | Svédország    | barátságos     | 1            | 13' 80'            |
| 8.           | 1955. november 27.   | Budapest, Népstadion                | Magyarország  | 2 – 0        | Olaszország   | Európa-kupa    | -            |                    |
| 9.           | 1956. február 19.    | Isztambul                           | Törökország   | 3 – 1        | Magyarország  | barátságos     | -            | 31'                |
| 10.          | 1956. február 29.    | Bejrút                              | Libanon       | 1 – 4        | Magyarország  | barátságos     | 2            | 64' 84'            |
| 11.          | 1956. április 29.    | Budapest, Népstadion                | Magyarország  | 2 – 2        | Jugoszlávia   | Európa-kupa    | -            | 54'                |
| 12.          | 1956. május 20.      | Budapest, Népstadion                | Magyarország  | 2 – 4        | Csehszlovákia | Európa-kupa    | -            | 69'                |
| 13.          | 1956. június 3.      | Brüsszel, Heysel Stadion            | Belgium       | 5 – 4        | Magyarország  | barátságos     | -            |                    |
| 14.          | 1957. június 12.     | Oslo, Ullevaal Stadion              | Norvégia      | 2 – 1        | Magyarország  | vb-selejtező   | 1            | 44'                |
| 15.          | 1957. június 16.     | Stockholm, Råsunda Stadion          | Svédország    | 0 – 0        | Magyarország  | barátságos     | -            |                    |
| 16.          | 1957. június 23.     | Budapest, Népstadion                | Magyarország  | 4 – 1        | Bulgária      | vb-selejtező   | -            |                    |
| 17.          | 1957. szeptember 23. | Budapest, Népstadion                | Magyarország  | 1 – 2        | Szovjetunió   | barátságos     | -            | 67'                |
| 18.          | 1958. április 20.    | Budapest, Népstadion                | Magyarország  | 2 – 0        | Jugoszlávia   | barátságos     | -            |                    |
| 19.          | 1958. május 7.       | Glasgow, Hampden Park               | Skócia        | 1 – 1        | Magyarország  | barátságos     | -            |                    |
| 20.          | 1958. június 8.      | Sandviken, Jernvallen (SWE)         | Magyarország  | 1 – 1        | Wales         | vb-csoportkör  | -            |                    |
| 21.          | 1958. június 12.     | Stockholm, Råsunda Stadion          | Svédország    | 2 – 1        | Magyarország  | vb-csoportkör  | 1            | 77'                |
| 22.          | 1958. június 15.     | Sandviken, Jernvallen (SWE)         | Magyarország  | 4 – 0        | Mexikó        | vb-csoportkör  | 2            | 19' 46'            |
| 23.          | 1958. június 17.     | Stockholm, Råsunda Stadion (SWE)    | Wales         | 2 – 1        | Magyarország  | vb-csoportkör  | 1            | 33'                |
| 24.          | 1958. szeptember 14. | Chorzów, Stadion Śląski             | Lengyelország | 1 – 3        | Magyarország  | barátságos     | 1            | 60'                |
| 25.          | 1958. szeptember 28. | Moszkva, Lenin-stadion              | Szovjetunió   | 3 – 1        | Magyarország  | NEK-selejtező  | -            |                    |
| 26.          | 1958. október 5.     | Zágráb, Makszimir-stadion           | Jugoszlávia   | 4 – 4        | Magyarország  | barátságos     | 1            | 78'                |
| 27.          | 1958. október 26.    | Bukarest, Augusztus 23. Stadion     | Románia       | 1 – 2        | Magyarország  | barátságos     | 1            | 78'                |
| 28.          | 1958. november 23.   | Budapest, Népstadion                | Magyarország  | 3 – 1        | Belgium       | barátságos     | 2            | 63' 72'            |
| 29.          | 1959. április 19.    | Budapest, Népstadion                | Magyarország  | 4 – 0        | Jugoszlávia   | barátságos     | 2            | 53' 68' 75'        |
| 30.          | 1959. május 1.       | Drezda, Hans Meyer Stadion          | NDK           | 0 – 1        | Magyarország  | barátságos     | -            |                    |
| 31.          | 1959. június 28.     | Budapest, Népstadion                | Magyarország  | 3 – 2        | Svédország    | barátságos     | -            |                    |
| 32.          | 1959. szeptember 27. | Budapest, Népstadion                | Magyarország  | 0 – 1        | Szovjetunió   | NEK-selejtező  | -            |                    |
| 33.          | 1959. október 11.    | Belgrád, JNA-stadion                | Jugoszlávia   | 2 – 4        | Magyarország  | barátságos     | -            |                    |
| 34.          | 1959. október 25.    | Budapest, Népstadion                | Magyarország  | 8 – 0        | Svájc         | Európa-kupa    | 4            | 19' 28' 35' 66'    |
| 35.          | 1959. november 8.    | Budapest, Népstadion                | Magyarország  | 4 – 3        | NSZK          | barátságos     | 2            | 15' 80' (11-esből) |
| 36.          | 1959. november 29.   | Firenze, Stadio Comunale            | Olaszország   | 1 – 1        | Magyarország  | Európa-kupa    | 1            | 50'                |
| 37.          | 1960. június 5.      | Budapest, Népstadion                | Magyarország  | 3 – 3        | Skócia        | barátságos     | 1            | 90'                |
| 38.          | 1960. október 30.    | Brüsszel, Heysel-stadion            | Belgium       | 2 – 1        | Magyarország  | barátságos     | 1            | 30'                |
| 39.          | 1960. november 20.   | Budapest, Népstadion                | Magyarország  | 2 – 0        | Ausztria      | barátságos     | -            | 46'                |
| 40.          | 1961. február 17.    | Kairó, Olimpiai Stadion             | Egyiptom      | 0 – 2        | Magyarország  | barátságos     | -            |                    |
| 41.          | 1961. április 16.    | Budapest, Megyer úti Stadion        | Magyarország  | 2 – 0        | NDK           | vb-selejtező   | -            |                    |
| 42.          | 1961. április 30.    | Rotterdam, Feijenoord Stadion       | Hollandia     | 0 – 3        | Magyarország  | vb-selejtező   | 1            | 37'                |
| 43.          | 1961. május 7.       | Belgrád, JNA-stadion                | Jugoszlávia   | 2 – 4        | Magyarország  | barátságos     | 2            | 55' 81'            |
| 44.          | 1961. május 28.      | Budapest, Népstadion                | Magyarország  | 3 – 2        | Wales         | barátságos     | 2            | 7' 88' (11-esből)  |
| 45.          | 1961. június 11.     | Budapest, Népstadion                | Magyarország  | 1 – 2        | Ausztria      | barátságos     | -            | 74'                |
| 46.          | 1961. szeptember 10. | Berlin, Walter Ulbricht Stadion     | NDK           | 2 – 3        | Magyarország  | vb-selejtező   | 1            | 80'                |
| 47.          | 1961. október 8.     | Bécs, Práter-stadion                | Ausztria      | 2 – 1        | Magyarország  | barátságos     | 1            | 9'                 |
| 48.          | 1961. október 22.    | Budapest, Népstadion                | Magyarország  | 3 – 3        | Hollandia     | vb-selejtező   | 1            | 80'                |
| 49.          | 1961. december 9.    | Santiago, Estadio Nacional          | Chile         | 5 – 1        | Magyarország  | barátságos     | 1            | 85' (11-esből)     |
| 50.          | 1961. december 13.   | Santiago, Estadio Nacional          | Chile         | 0 – 0        | Magyarország  | barátságos     | -            |                    |
| 51.          | 1961. december 23.   | Montevideo, Estadio Centenario      | Uruguay       | 1 – 1        | Magyarország  | barátságos     | -            |                    |
| 52.          | 1962. április 18.    | Budapest, Népstadion                | Magyarország  | 1 – 1        | Uruguay       | barátságos     | -            | 64'                |
| 53.          | 1962. április 29.    | Budapest, Népstadion                | Magyarország  | 2 – 1        | Törökország   | barátságos     | -            |                    |
| 54.          | 1962. május 31.      | Rancagua, Estadio El Teniente (CHI) | Magyarország  | 2 – 1        | Anglia        | vb-csoportkör  | 1            | 17'                |
| 55.          | 1962. június 3.      | Rancagua, Estadio El Teniente (CHI) | Magyarország  | 6 – 1        | Bulgária      | vb-csoportkör  | 2            | 8' 70'             |
| 56.          | 1962. június 6.      | Rancagua, Estadio El Teniente (CHI) | Magyarország  | 0 – 0        | Argentína     | vb-csoportkör  | -            |                    |
| 57.          | 1962. június 10.     | Rancagua, Estadio El Teniente (CHI) | Magyarország  | 0 – 1        | Csehszlovákia | vb-negyeddöntő | -            |                    |
| 58.          | 1962. június 24.     | Bécs, Práter-stadion                | Ausztria      | 1 – 2        | Magyarország  | barátságos     | 2            | 42' 63'            |
| 59.          | 1962. szeptember 2.  | Poznań, Warta-stadion               | Lengyelország | 0 – 2        | Magyarország  | barátságos     | 1            | 11' (11-esből)     |
| 60.          | 1962. október 28.    | Budapest, Népstadion                | Magyarország  | 2 – 0        | Ausztria      | barátságos     | -            |                    |
| 61.          | 1962. november 7.    | Budapest, Népstadion                | Magyarország  | 3 – 1        | Wales         | NEK-selejtező  | 1            | 35'                |
| 62.          | 1962. november 11.   | Párizs, Colombes Stadion            | Franciaország | 2 – 3        | Magyarország  | barátságos     | 2            | 11' 80'            |
| 63.          | 1963. március 20.    | Cardiff, Ninian Park                | Wales         | 1 – 1        | Magyarország  | NEK-selejtező  | 1            | 73' (11-esből)     |
| 64.          | 1963. május 5.       | Stockholm, Råsunda Stadion          | Svédország    | 2 – 1        | Magyarország  | barátságos     | -            | 46'                |
| 65.          | 1963. június 2.      | Prága, Strahov Stadion              | Csehszlovákia | 2 – 2        | Magyarország  | barátságos     | 1            | 64'                |
| 66.          | 1963. szeptember 21. | Moszkva, Lenin-stadion              | Szovjetunió   | 1 – 1        | Magyarország  | barátságos     | -            |                    |
| 67.          | 1963. október 6.     | Belgrád, JNA-stadion                | Jugoszlávia   | 2 – 0        | Magyarország  | barátságos     | -            | 62'                |
| 68.          | 1964. április 25.    | Párizs, Colombes Stadion            | Franciaország | 1 – 3        | Magyarország  | NEK-selejtező  | 2            | 16' 69'            |
| 69.          | 1964. május 3.       | Bécs, Práter-stadion                | Ausztria      | 1 – 0        | Magyarország  | barátságos     | -            |                    |
| 70.          | 1964. május 23.      | Budapest, Népstadion                | Magyarország  | 2 – 1        | Franciaország | NEK-selejtező  | -            |                    |
| 71.          | 1964. június 17.     | Madrid, Santiago Bernabéu stadion   | Spanyolország | 2 – 1        | Magyarország  | NEK-elődöntő   | -            |                    |
| 72.          | 1971. szeptember 1.  | Budapest, Népstadion                | Magyarország  | 2 – 1        | Jugoszlávia   | barátságos     | -            | 10'                |
|              | Összesen             |                                     |               | 72           | mérkőzés      |                | 51           | gól                |

## Emlékezete
- Alakja felbukkan (említés szintjén) Kondor Vilmos magyar író Budapest novemberben című bűnügyi regényében.